# Ineson Glacier
Ineson Glacier är en glaciär i Västantarktis., som ligger 236 meter över havet.
Terrängen runt Ineson Glacier är huvudsakligen kuperad, men åt nordväst är den platt. Havet är nära Ineson Glacier västerut.
Argentina, Chile och Storbritannien gör anspråk på området.